# Oberkirch (Zwitserland)
Oberkirch is een gemeente en plaats in het Zwitserse kanton Luzern en maakte deel uit van het district Sursee tot op 1 januari 2008 de districten van Luzern werden afgeschaft.
Oberkirch telt 3037 inwoners.

## Geboren in Oberkirch
- Albert Vitali (1955-2020), politicus